# Lipstick-pickup
Lipstick-pickup bijgenaamd lipstick is een gitaarelement gemaakt door Danelectro.
De lipstick-pickup bestond uit een omhulsel van een lipstick waarin een magneet zat omwikkeld in koperdraad.
Het lipstick omhulsel was een goedkoop alternatief voor een normaal element.
Lipsticks werden toegepast in veel van Danelectro's elektrische gitaren en basgitaren en zijn ook los te koop.
Tot nu is Danelectro het enige merk dat de pickups maakt.
Lipsticks hebben een baritone geluid, zwaar en hard maar via toon-potmeters is de klank in verschillende geluiden te veranderen.